# الأسرة اليابانية

يطلق على الأسرة في اليابان اسم كازوكو (家族) باليابانية، وتتألف في الأصل من الزوجين كأي أسرة في المجتمعات الأخرى، وتقوم الأسرة اليابانية على النسب والتبني، وما يربط الذرية بالأسلاف هو سلسلة نسب العائلة أو كيزو، مما يعني أن العلاقات لا تقوم على أساس ميراث وخلافة الدم البحتة، بل على رابطة علاقة تورِث المحافظة على الأسرة واستمراريتها كمؤسسة.
كان من المتوقع على جميع أفراد الأسرة، في أي فترة من الزمن، أن يساهموا في استمراريتها، ويعد ذلك أهم واجبات الفرد.

## التاريخ
وُجد عدد كبير من أنماط الأسر تاريخيًا في اليابان بسبب تقاليد سكن الأزواج في عهد هييآن.
كما وأظهرت المسوحات الرسمية التي أجريت خلال السنوات الأولى من حكم سلالة الميجي، أن نمط الأسرة الأكثر شيوعًا في فترة الإيدو أو توكوغاوا كان يتميز بكون الإقامة في بيت الرجل، والهيكل الأسري الجذعي، والنسب والبكورة الأبوية. ولذلك أُصدرت مجموعة من القوانين لإضفاء الطابع المؤسسي لهذا النمط الأسري، بدءًا من «مخطط القانون الجنائي الجديد» في 1870. في 1871، سُجل الأفراد في سجل عائلي رسمي (戸籍 كوسكي).
في بداية القرن العشرين، كان واجبًا على كل أسرة أن تطابق نظام البيت الأسري آي إي (家: منزل) وأن يكون أي منزل أسري متعدد الأجيال تحت السلطة القانونية لرب المنزل. ومع تأسيس نظام الآي إي نقلت الحكومة أيديولوجية الأسرة لجهة معاكسة للتوجهات الناتجة عن التحضر والتصنيع، وأتخذ نظام آي إي النمط المتأثر بالكونفشيوسية من الطبقات العليا في فترة التوكوغاوا نموذجًا للأسرة.
وقانونيًا تكون السلطة والمسؤولية لجميع أعضاء الآي إي مع رب الأسرة، ويوفر كل جيل ذكرًا أو أنثى بالغين وتكون أفضلية توريث البيت للابن الأول وأن يتم زواجه فيه، وعندما تسنح الفرصة بزواج البنات فإنه من المتوقع عليهن أن يتزوجن خارج البيت، ويُنشئ الأبناء الأصغر سنًا بيوتًا خاصة بهم.

### بعد الحرب العالمية الثانية

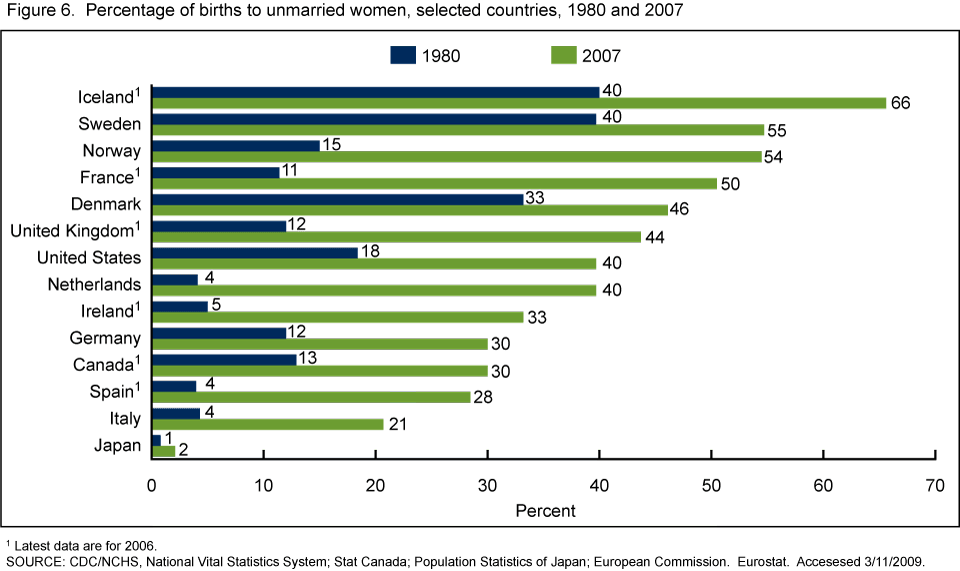
نسبة الولادات للنساء غير المتزوجات في بلدان مختارة، 1980 و2007. وكما يتبين من الشكل، لم تتبع اليابان الاتجاه السائد في الدول الغربية الأخرى فيما يتعلق بالأطفال المولودين خارج إطار الزواج بنفس الدرجة.

بعد الحرب العالمية الثانية، أنشأت قوات تحالف الاحتلال أيديلوجية جديدة للأسرة بأن تقوم على أساس المساواة في حقوق النساء، والمساواة في الميراث لجميع الأبناء، وحرية اختيار الشريك والمهنة. ومنذ أواخر الستينات كانت معظم الزيجات في اليابان تقوم على أساس الإعجاب المشترك للزوجين وليست بترتيب من الوالدين (お見合い: أومياي)، كما وقد تبدأ الزيجات المدبرة بتعريفٍ من قريب أو صديق للعائلة، ولكن النقاش الحقيقي لا يبدأ حتى يقتنع جميع الأطراف بالعلاقة بمن في ذلك العروس والعريس.
في نظام آي إي، قلة من البيوت تشمل ثلاثة أجيال في نفس الوقت، لأن الأبناء الذين ليسوا من الورثة عادةً ما يأسسون بيوتهم بأنفسهم، وقلت في عام 1970 حتى 1983 عدد الأسر ذات الثلاث أجيال بنسبة 19٪ حتى 15٪ من الأسر، في حين أن الأسر ذات الجيلين التي تتألف من الزوجين وابنائهما غير المتزوجين ازدادت قليلًا بنسبة 41٪ حتى 42٪ من الأسر، ولكن التغير الأكبر كان ازدياد عدد الأسر التي تتكون من الزوجين وحدهما وعدد البيوت التي تحتوي على شخص واحد من المسنين.
أظهرت استطلاعات الرأي العام في أواخر الثمانينات تأييدًا للحركة الإحصائية بعيدًا عن نموذج آي إي الأسري ذو الثلاث أجيال، فأن نصف عدد المشاركين في الاستطلاع لم يعتقدوا بأن للابن الأول دور خاص في العائلة، ورفض نحو ثلثي عددهم حاجة التبني لاستمرارية الأسرة، وتشير بعض التغيرات الأخرى مثل زيادة عنف الأبناء ورفض الذهاب إلى المدرسة إلى انهيار سلطة الأسرة القوية.
بينما تشير الإحصاءات الرسمية إلى أن المفاهيم اليابانية للأسرة استمرت في التباعد عمّا هي عليه في الولايات المتحدة في الثمانينات، وعلى الرغم من أن نسبة الطلاق تستمر في الازدياد ببطء إلا أنها بقيت عند 1.3 لكل 1000 زواج في 1987 مما يعد قليلًا وفقًا للمعايير الدولية، وبقيت أدوار الجنسين أساسية في المسؤوليات الأسرية، وقال معظم المشاركين في الاستطلاع أن الحياة الأسرية يجب أن تركز على علاقة الآباء بالأبناء أكثر من علاقة الزوج بالزوجة، واعتقد قرابة 80٪ من المشاركين في استطلاع حكومي عام 1986 أن بيت الأجداد ومقبرة العائلة يجب أن يحافظ عليها بعناية وأن تسلم لأبناء الفرد، واعتقد أكثر من 60٪ أنه من الأفضل عيش الآباء المسنين مع أبناء الفرد.
ويكون هذا الشعور بأن الأسرة وِحدة تستمر مع الزمن لدى الأشخاص الذين يمتلكون مصدر رزق يورّثونه، مثل الفلاحين والتجار وأصحاب الشركات الصغيرة والأطباء أقوى من أصحاب الرواتب والأجور في المناطق الحضرية، وأشارت أخصائية علم الإنسان جين م. باتشنيك إلى استمرار التركيز على الاستمرارية الأسرية في المناطق القروية التي كانت محل دراستها، ويعد الأوتشي (هنا، الأسرة المعاصرة) هم الأعضاء الأحياء من الآي إي الذين لم يكن لديهم وجود رسمي، وعلى الرغم من ذلك حدث في كل جيل تصنيف لأفراد الأسرة إلى أفراد دائمين ومؤقتين وذلك يحدد طبقات الأوتشي المختلفة.
تتواجد أساليب لحياة الأسر المختلفة في اليابان المعاصرة جنبًا إلى جنب، يذهب الزوج في الكثير من أسر الموظفين الحضرية للعمل ويرجع متأخرًا مما يجعله لا يملك وقتًا لأبنائه عدا أيام الأحد وهو اليوم المفضل للنزهات العائلية، وتكون الزوجة ربة منزل ممتازة يقع على عاتقها جميع مسؤوليات تربية الأبناء تقريبًا وضمان مستقبلهم المهني والزواج، وإدارة المنزل وميزانية الأسرة، والمحافظة على العلاقات الاجتماعية في دائرة أوسع من الأقارب والجيران والمعارف للحفاظ على سمعة العائلة، وتبقى حياتها الاجتماعية منفصلة عن حياة زوجها، ومن المحتمل بالإضافة إلى مسؤوليات الأسرة هذه  أن تكون موظفة بدوام جزئي أو تشارك في تعليم الكبار أو غيرها من النشاطات المجتمعية، وتكون أقوى الروابط العاطفية في أسر كهذه بين الأم والأبناء.
وفي أسر أخرى وبالتحديد عند الذين يعملون لحسابهم الخاص، يعمل الزوج والزوجة جنبًا إلى جنب في مشروع عائلي. على الرغم من أن الأدوار الجنسية معروفة إلا أنها قد لا تختلف كثيرًا في تلك الأسر التي يكون فيها العمل والعائلة منفصلين، وفي مثل هذه الأسر يشارك الآباء أكثر في تنمية أبنائهم لوجود فرصة أكبر للتفاعل معهم.
عندما عملت النساء خارج المنزل بكثرة في أوائل السبعينات، كان هنالك ضغط على أزواجهن لأخذ مسؤولية أكبر في أعمال المنزل ورعاية الأطفال، وبدأت أسر الفلاحين التي تعتمد في معظم دخلها على الأعمال غير الزراعية أيضًا بتطوير أنماط للتفاعل تختلف عمّا كانت عليه في الأجيال السابقة.

## الأفراد
كانت الأسرة المبنية على الزواج الأحادي والنظام الأبوي سائدة منذ القرن الثامن، إن لم تستطع الزوجة الإنجاب فإن الزوج عادةً ما يتخذ محظية، ويرث من نسلها رئيسًا للأسرة وبالتالي يضمن استمراريتها، وإن لم تنجب الزوجة ولا المحظية له ابنًا فإن التقاليد تسمح لرب الأسرة بتبني خليفة.
وبالتالي فإن الأسرة لا تنتهي تحت أي ظرف من الظروف
1. يتم تضمين الخلفاء وأزواجهم والخلفاء المحتملين، وهم الأشخاص المعروف اجتماعيًا بقرابتهم للعائلة (تشوكي).
2. يتم جمع كل أفراد الأسرة الآخرين بمن فيهم الأقارب والخدم، وهم الأشخاص المعروف اجتماعيًا بأنهم أفراد الأسرة الخارجيين (بوكي).

## الخلافة
يعد الابن في التقاليد اليابانية للأسرة هو خليف رئاسة الحياة الأسرية مع والديه بعد زواجه، وهو من يتولى الرئاسة وعليه الاعتناء بوالديه عندما يشيخان، بالإضافة إلى ذلك هو المسؤول عن دعم أفراد البوكي وتوجيه أعمال أفراد الأسرة لإدارة المنزل، ويعيش الزوجان في الأجيال اللاحقة معًا تحت سقفٍ واحد.
الخلافة في الأسرة اليابانية لا تعني ورث ممتلكات المتوفين فحسب؛ فإن لميراث الممتلكات مغزى مميز يعكس المطالب المؤسسية للأسرة، وتعني كاتوكوسوزوكو في اليابان الخلافة أو خلافة رئاسة الأسرة.
تهدف الخلافة للتحقيق الفوري لاستمرارية الأسرة كمؤسسة، فيجب على رب الأسرة المسؤول عن استمراريتها أن يقرر من هو الرجل الذي سوف يخلفه مقدمًا في حال وفاته، وهو عادةً ما يختار ابنًا معينًا كمرشح لخلافته، وإن لم تكن لديه ذرية مطلقًا فإنه عادةً ما يتبنى كلًا من الفتى الذي سيخلفه والفتاة كزوجة للخليفة، وفي حالة التبني ليس من المهم وجود علاقة دم للفتى والفتاة مع رب الأسرة أو زوجته.
يعين النموذج التقليدي لنظام آي إي الابن الأكبر وريثًا للأسرة ومن المتوقع منه أن يعيش مع أسرته ووالديه معًا، وعندما يكون الابن الأكبر غير موجود أو لا يستطيع تولي هذا المنصب فإن أحد الأبناء الأصغر سنًا يتولى منصبه، وقد يختار الوالدان كبيرا السن عند عدم وجود ابن لهما العيش مع إحدى بناتهما المتزوجات، وتتضح هنا مراتب الجنس/ العمر في العيش مع الوالدين، ابتداءً من الابن الأكبر حتى الابن الأصغر والابنة الكبرى حتى الصغرى، وبالتالي فإنه يُتوقع غالبًا أن يعيش الأبناء والبنات الأكبر سنًا مع والديهم أكثر من بقية الأبناء.

### فهرس
1. 1 2 3  (Ariga 1954)
2. ↑  Wall، Richard؛ Hareven، Tamara K.؛ Ehmer، Joseph (المحررون). Family History Revisited: Comparative Perspectives. ص. 343–344.
3. ↑  Röhl، W. (المحرر). History of Law in Japan Since 1868. ص. 307–321.
4. ↑  (Mosk 1980)
5. ↑  "Changing Patterns of Nonmarital Childbearing in the United States". CDC/National Center for Health Statistics. 13 مايو 2009. مؤرشف من الأصل في 2023-10-20. اطلع عليه بتاريخ 2011-09-24.
6. ↑  (Kamo 1990).

### معلومات كاملة للمراجع
- Ariga، K. (1954). "The Family in Japan". Marriage and Family Living. ج. 16 ع. 4: 362–368. DOI:10.2307/348444. JSTOR:348444.
- Mosk، Carl (1980). "Nuptiality in Meiji Japan". Journal of Social History. ج. 13 ع. 3: 474–489. DOI:10.1353/jsh/13.3.474.